# Latimer Road (métro de Londres)
Latimer Road est une station des lignes : Circle line et Hammersmith & City line, du métro de Londres, en zone 2. Elle est située sur la Bramley Road, à Notting Hill sur le territoire du borough royal de Kensington et Chelsea.

## Situation sur le réseau

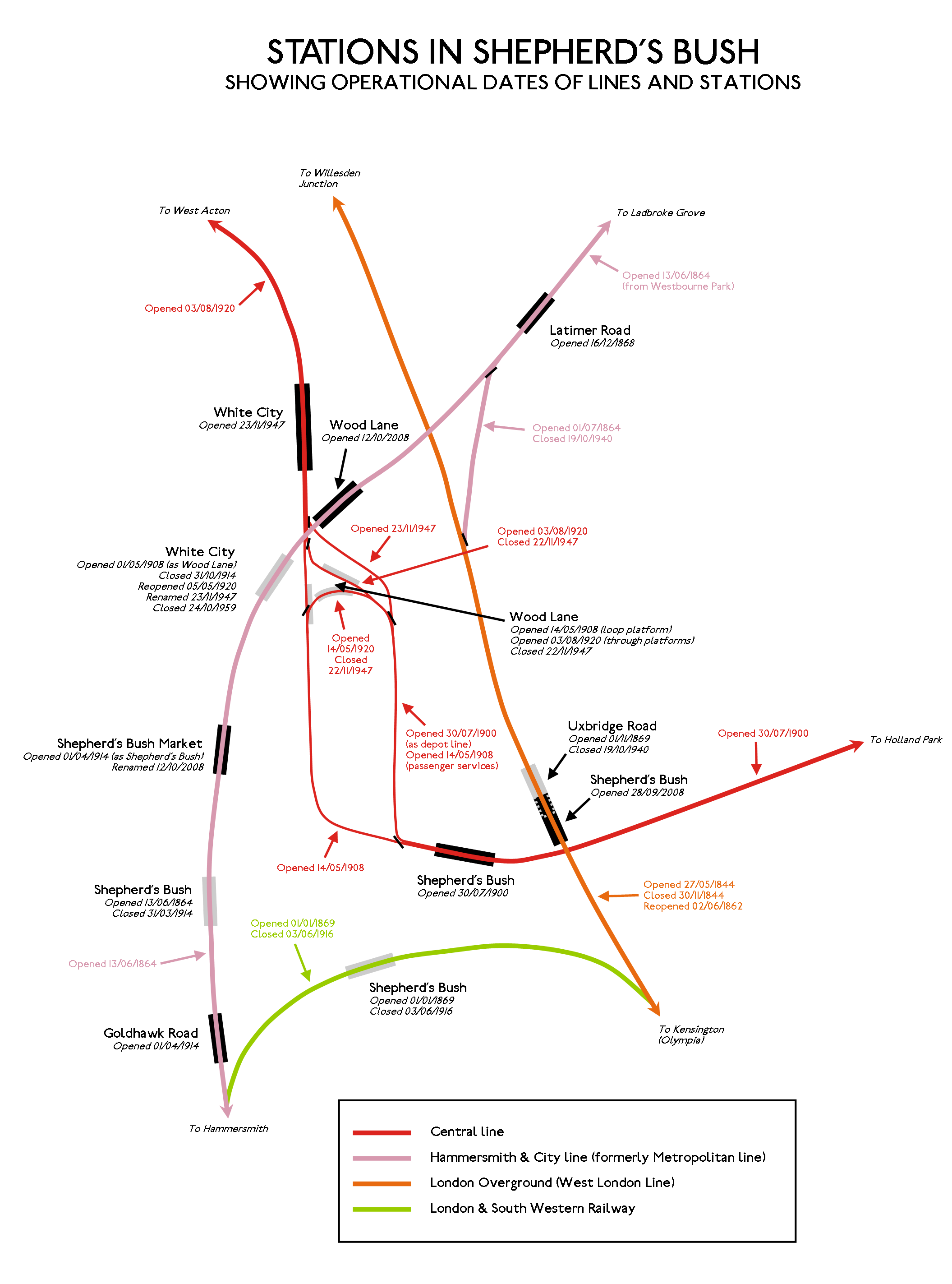

Carte des stations de la zone de Shepherd's Bush montrant Latimer Road et la connexion fermée à la station Uxbridge Road.

## Histoire
La station est ouverte le 16 décembre 1868, à un carrefour formé entre deux lignes de chemin de fer - la Hammersmith & City Railway (propriété de la Great Western Railway et de fonctionnement entre Westbourne Park et Hammersmith stations) et la West London Railway (WLR) (entre Willesden Junction et Addison Road (maintenant la station Kensington Olympia stations). Les services à Addison Road furent fournis par l'intermédiaire de la jonction de la WLR, mais ces voies ont été abandonnées en 1940 et la jonction n'existe donc plus.

## Services aux voyageurs

### Accès et accueil
Le hall des billets de la station de Latimer Road est situé au niveau du sol dans les arches du viaduc de la voie ferrée qui se trouve au-dessus. Les plates-formes sont accessibles par des escaliers qui ont conservé une grande partie de leur caractère d'origine avec de simples auvents en bois.

## À proximité
- Notting Hill
- Ladbroke Grove